# Світлополянськ
Світлополя́нськ (рос. Светлополянск) — селище міського типу у складі Верхньокамського району Кіровської області, Росія. Адміністративний центр та єдиний населений пункт Світлополянського міського поселення.

## Населення
Населення становить 2755 осіб (2017; 2902 у 2010, 3275 у 2002, 3967 у 1989).

## Історія
Селище Димне було засноване 1964 року у зв'язку початком торфорозробок на болоті Димне. 1967 року було створено торфопідприємство «Димне», а 1968 року почалось будівництво торфопідприємства «Кірсове». 1970 року селище отримало сучасну назву, а 1982 року статус селища міського типу.